# Emmanuel Durand
Pour les articles homonymes, voir Emmanuel Durand (homonymie) et Durand.
Emmanuel Durand est un trampoliniste français né le 11 juin 1977.

## Biographie
Né le  11 juin 1977 Emmanuel Durand s'est illustré lors des Championnats du Monde de 1996 en obtenant trois fois la note maximale de 10 au mouvement imposé. Outre ses performances individuelles, associé à David Martin il a constitué une des meilleures paires "synchro" du monde.

## Palmarès

### Mondial
- Champion du monde synchronisé 1998.
- Coupe du Monde 1997.
- Vice-champion du monde 1996.
- Médaillé d'argent aux Jeux mondiaux de 1997.

### Européen
- Vice-champion d'Europe par équipe en 1998

### National
- Champion de France